# Thrasos
Nella mitologia greca Thrasos (in greco antico: Θράσος?) è lo spirito dell'audacia o, quando in eccesso, dell'insolenza.
Anche se la parola θράσος di per sé potrebbe essere utilizzata sia in positivo (audacia) che in negativo (insolenza), solo nel contesto in cui Thrasos appare come una personificazione di un demone è stato citato da Hybris e da Ate al contrario di Dike.